# Senna Maatoug
Sanae (Senna) Maatoug (Leiden, 19 augustus 1989) is een Nederlands politica en econome. Namens GroenLinks is ze sinds 12 december 2024 wethouder van Utrecht. Ze was van 31 maart 2021 tot 18 december 2024 Tweede Kamerlid.

## Maatschappelijke loopbaan

### Opleiding
Maatoug volgde in 2008 een cursus Amerikaanse politiek, economie en geschiedenis aan de Bentley University. Van 2009 tot 2010 doorliep zij een uitwisselingssemester aan de McGill-universiteit. Van 2010 tot 2013 studeerde ze politicologie en bestuurskunde aan de Universiteit Leiden, waar zij haar Master of Philosophy behaalde. Van 2010 tot 2013 was ze er ook docent en onderzoeker. Van 2012 tot 2013 studeerde ze economie aan de Universiteit Utrecht, waar ze haar Master of Science behaalde. In 2013 was ze er ook onderzoeksassistent. In 2012 volgde ze de postacademische studie vergelijking democratische instituties aan de Universiteit van Oslo. In 2013 stond ze in de finale van het Wereldkampioenschap Debatteren voor Universiteiten in de categorie Engels als tweede taal. In 2017 volgde ze een cursus markt en economisch gedrag aan de Paris School of Economics.

### Loopbaan
Van 2007 tot 2009 was Maatoug werkzaam als freelance journalist bij het Leidsch Dagblad. Van 2007 tot 2011 was ze programma-assistent bij de Stichting Kinderpostzegels. In 2015 was ze economisch adviseur op de Nederlandse ambassade in Washington D.C. Van 2013 tot 2015 was ze financial trainee bij het ministerie van Financiën. Van 2015 tot 2019 was ze economisch beleidsadviseur bij het ministerie van Sociale Zaken en Werkgelegenheid. Van 2019 tot 2021 was ze beleidseconoom bij het ministerie van Financiën.

### Nevenfuncties
Daarnaast was Maatoug onder andere werkzaam bij de Denkende Doeners van 2009 tot 2020, van 2012 tot 2013 docent aan De Haagse Hogeschool, van 2017 tot 2021 docent economie aan de Universiteit Leiden, en in 2017 waarnemend plaatsvervangend directeur Sociale Zaken van de Sociaal-Economische Raad (SER). In GroenLinks maakt ze deel uit van de werkgroep Economie. Ook was ze van 2018 tot 2021 lid van het bestuur van het Druckerfonds, een stichting die sociale en culturele initiatieven in en rondom Leiden financieel steunt, en is ze medeoprichter en medevoorzitter van Het Collectief, een lokale stichting die discussies organiseert. Vanaf 2020 was ze voorzitter van de Stichting de Leidse School.

## Politieke loopbaan

### Tweede Kamerlid
Bij de Tweede Kamerverkiezingen 2021 was Maatoug de vijfde kandidaat van GroenLinks. Tijdens de campagne betoogde ze dat het aantal werknemers in flexibele contracten uit de hand was gelopen. Ze werd verkozen tot Kamerlid met 19.392 voorkeurstemmen en werd op 31 maart beëdigd. Maatougs portefeuille was sociale zaken, werkgelegenheid, pensioen, AOW, integratie en kinderopvang. Ze was lid van de vaste commissies voor Financiën, Rijksuitgaven en Sociale Zaken en Werkgelegenheid, alsook de contactgroep Verenigde Staten en de parlementaire enquête dienstverlening, handhaving en fraudebestrijding bij overheidsdiensten, opgericht naar aanleiding van de toeslagenaffaire.
Samen met PvdA-Kamerlid Henk Nijboer schreef ze een tegenbegroting met daarin vergeleken met de voorgestelde begroting van de coalitie hogere uitgaven aan zorg, onderwijs en social zekerheid, hogere belastingen op vermogen en winst en een lager begrotingstekort. Als reactie op het veelvuldige werken op afstand tijdens de coronapandemie om de verspreiding van het virus tegen te gaan, dienden Maatoug en Steven van Weyenberg (D66) een initiatiefwetsvoorstel in om het bedrijven te verbieden verzoeken van werknemers om thuis of op kantoor te werken af te keuren zonder geldige reden. De Wall Street Journal berichtte dat Nederland hiermee een van de eerste landen zou worden met een recht op thuiswerken. De wet – genaamd "Werken waar je wilt" en een amendement van de Wet flexibel werken (2015) – werd door de Tweede Kamer aangenomen in juli 2022. Volgens Maatoug zou het de balans tussen werk en vrije tijd verbeteren en zou het de bestede tijd aan forenzen verlagen. Het wetsvoorstel werd echter in september 2023 door de Eerste Kamer tegengehouden met 37 voor- en 38 tegenstemmen.
Ook zette Maatoug een wetsvoorstel uit 2020 door van Wim-Jan Renkema (GL), die de Kamer inmiddels had verlaten, om bedrijven te verplichten een vertrouwenspersoon te hebben. In mei 2023 stemde de Tweede Kamer ermee in. Coalitiepartij VVD was tegenstander ondanks steun van het kabinet en het CDA stemde alleen voor na een amendement om bedrijven met minder dan tien werknemers initieel uit te sluiten. In hetzelfde jaar ontving een amendement – mede-ingediend door Maatoug – om het schuldsaneringstraject te verkorten van drie naar anderhalf jaar een Kamermeerderheid. Vanaf 27 oktober 2023 maakt zij deel uit van de GroenLinks-PvdA-fractie. Op 17 december 2024 nam ze afscheid van de Tweede Kamer.

### Wethouder van Utrecht
Op 12 december 2024 werd Maatoug namens GroenLinks wethouder van Utrecht. Ze kreeg de portefeuille mobiliteit, energie & klimaat, ruimtelijke project: Lunetten-Koningsweg en werd aangesteld als wijkwethouder van de wijken  Overvecht, Utrecht-Zuid en Vleuten-De Meern. Namens de gemeente Utrecht werd ze lid van de Energy Board van de provincie Utrecht.

## Privéleven
Maatoug groeide op in Leiden. Haar grootouders verhuisden vanuit Marokko naar Nederland.
- Parlement.com: vldnb2nwrci2